# Sopa instantânea
Sopa instantânea é um tipo de sopa projetada para uma preparação rápida e simples. Algumas são caseiras, e algumas são produzidas em massa em escala industrial e tratadas de várias maneiras para serem preservadas. Existe uma grande variedade de tipos, estilos e sabores de sopas instantâneas. As sopas instantâneas comerciais são geralmente secas ou desidratadas, enlatadas ou tratadas por congelamento.

## Tipos

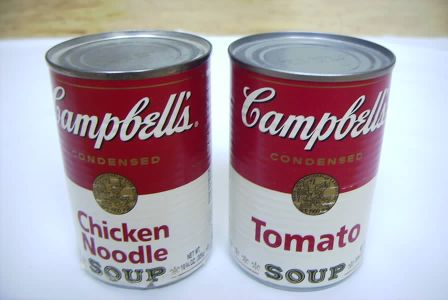
Sopa enlatada condensada Campbell's

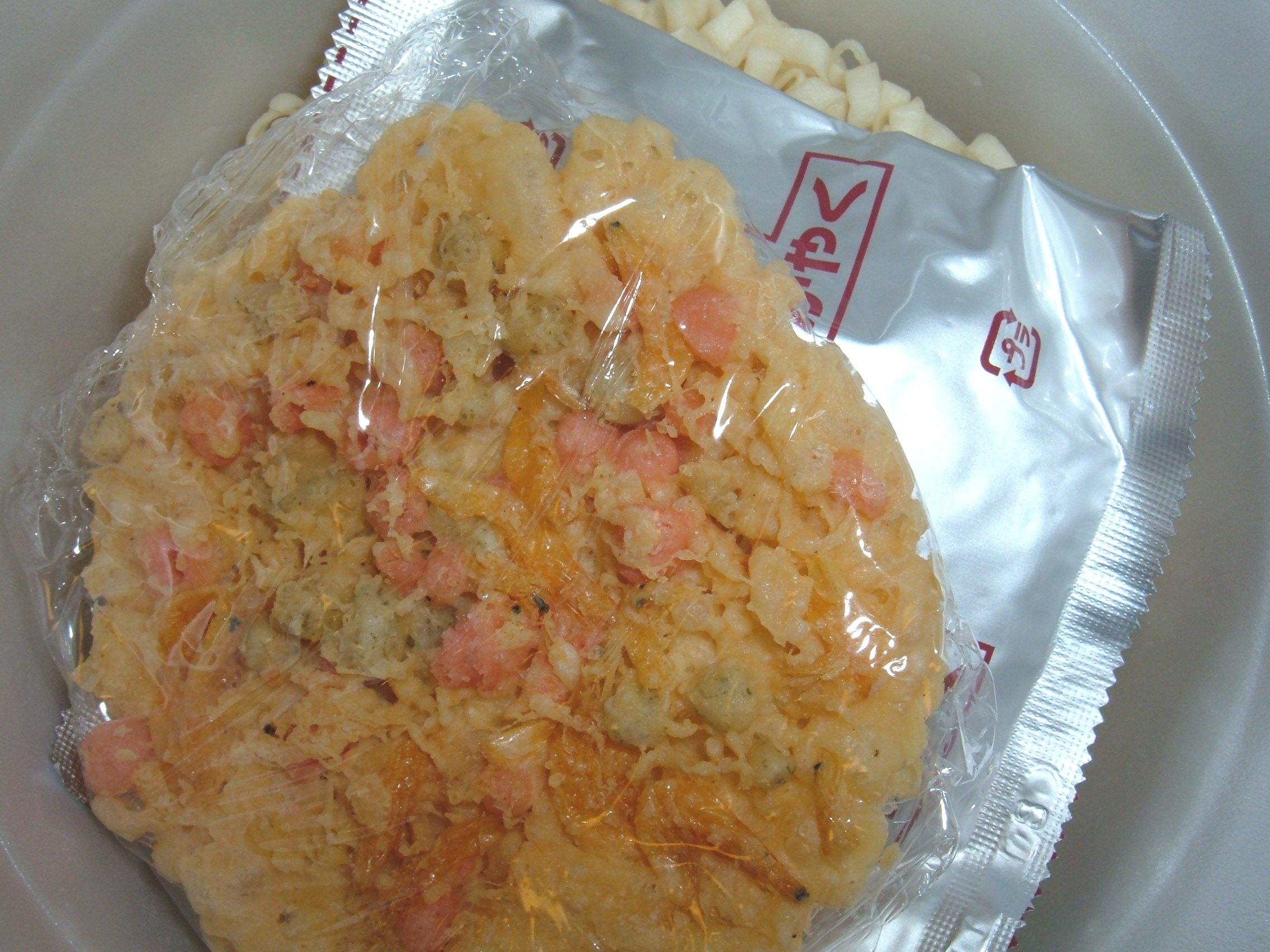
Udon de tempura instantâneo, com a embalagem de tempura e sopa

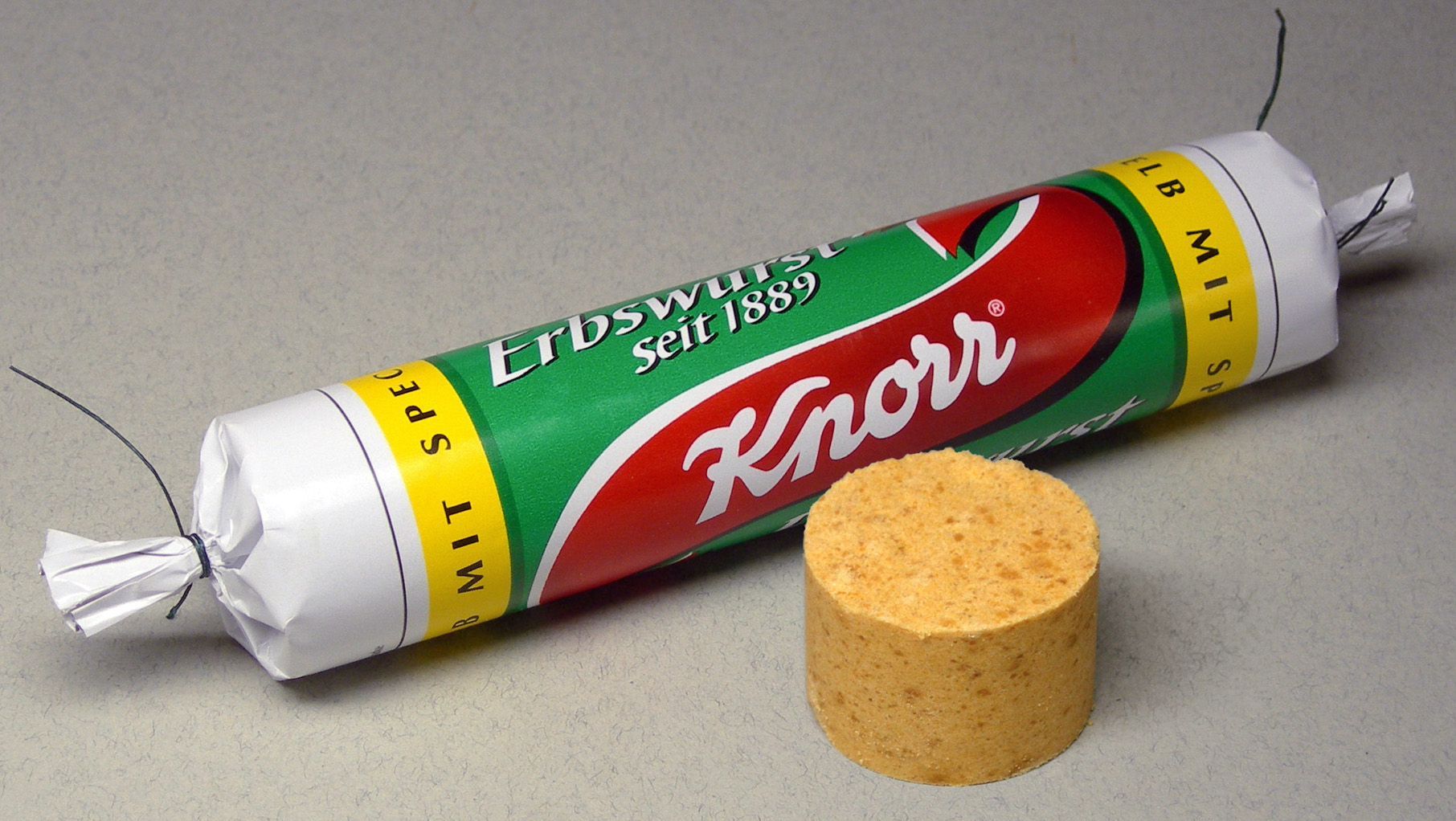
A Erbswurst, uma sopa de ervilhas instantânea tradicional da Alemanha, era vendida como uma pasta concentrada.

As sopas instantâneas comerciais são fabricadas em vários tipos. Algumas consistem em um pacote de caldo de sopa seco. Elas não contêm água e são preparadas adicionando-se água e, em seguida, aquecendo o produto por um curto período, ou adicionando água quente diretamente à mistura de sopa seca. A sopa instantânea também pode ser produzida em forma de pó seco, como a Cup-a-Soup da Unilever.

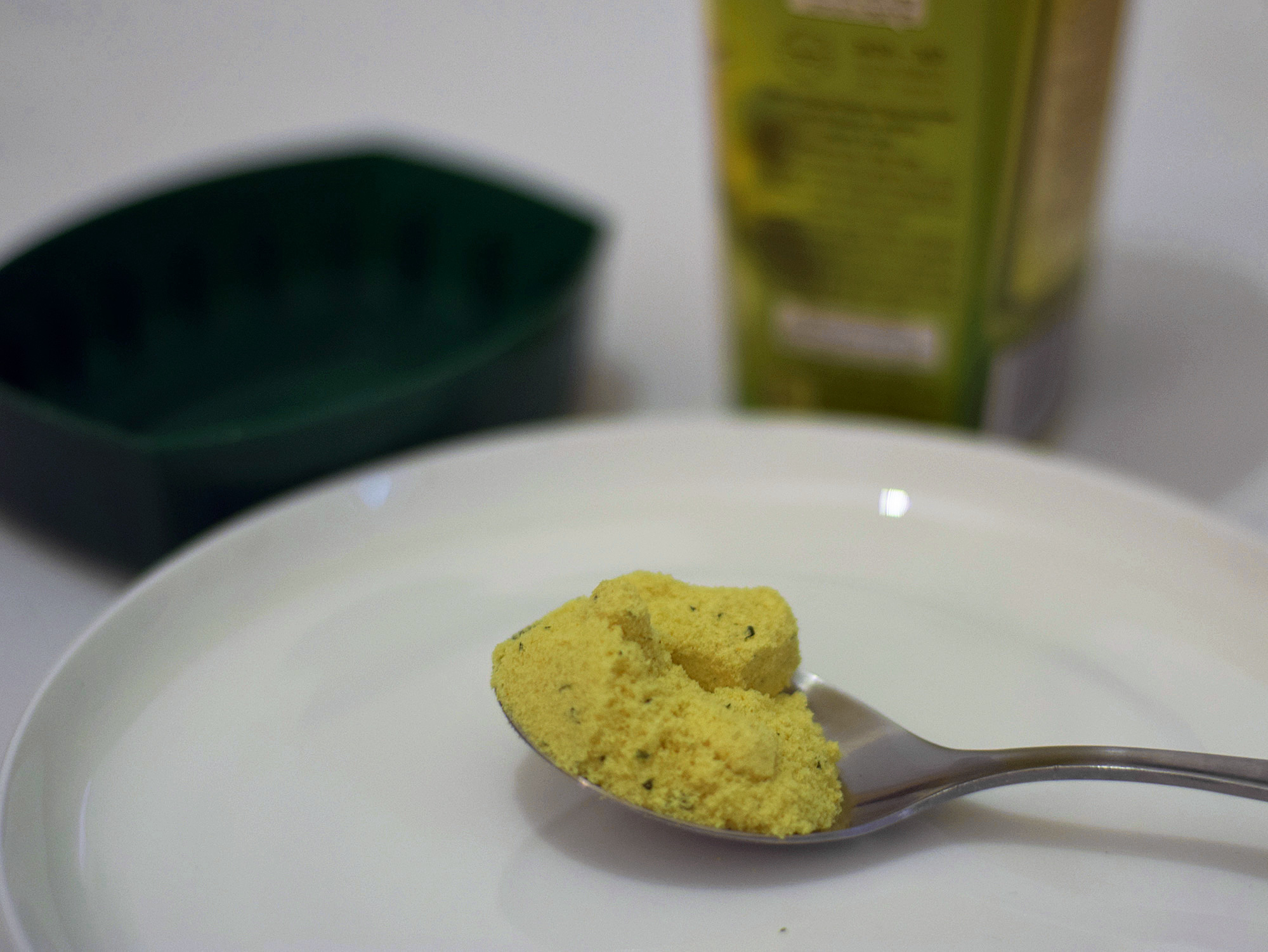
Sopa instantânea em pó

As sopas instantâneas enlatadas (em conserva) contêm sopa líquida preparada pelo aquecimento de seu conteúdo. Algumas sopas enlatadas são condensadas e requerem água adicional para atingir a concentração desejada, enquanto outras são enlatadas em uma forma de concentração única, pronta para o consumo. Dr. John T. Dorrance, funcionário da Campbell Soup Company, inventou a sopa condensada em 1897. Os consumidores às vezes usam sopas condensadas (sem diluí-las) como base de molho. Algumas sopas instantâneas líquidas são fabricadas em recipientes para microondas. Além disso, algumas sopas instantâneas, como a Erbswurst da Knorr's, são preparadas em uma forma concentrada de pasta. A Knorr interrompeu a produção de Erbswurst em 31 de dezembro de 2018.
As sopas de macarrão instantâneo, como a Cup Noodles, contêm macarrão ramen instantâneo seco, vegetais desidratados e produtos de carne, além de temperos, e são preparadas com a adição de água quente. A sopa de macarrão ramen instantânea embalada é normalmente formada como um bolo e costuma incluir um pacote de tempero adicionado ao macarrão e à água durante a preparação. Alguns também incluem pacotes separados de óleo e guarnições usados para temperar o produto. Momofuku Ando, fundador da Nissin, desenvolveu a sopa de macarrão ramen embalada em 1958.

## Variedades
Existe uma infinidade de variedades de sopas instantâneas. Por exemplo, há várias sopas instantâneas secas das marcas Lipton e Knorr, como cebola, vegetais, tomate, carne e creme de espinafre. A sopa instantânea de missô é geralmente fabricada em duas formas, uma como pasta de missô com condimentos vegetais em conserva, geralmente do tipo shiro (branco), e a outra como missô granulado. Um dos principais usos do missô desidratado é a produção de sopa de missô instantânea. Frango, carne bovina e frutos-do-mar/camarão são os sabores mais populares entre os consumidores de sopas instantâneas de macarrão ramen.

## Produção
As sopas instantâneas preparadas comercialmente são geralmente secas ou desidratadas, enlatadas ou tratadas por congelamento. Algumas sopas instantâneas secas são preparadas com ingredientes espessantes, como amido pré-gelatinizado, que funcionam em uma temperatura mais baixa em comparação com outras. Outros ingredientes usados em sopas instantâneas comerciais para contribuir com sua consistência incluem maltodextrina, gordura em pó emulsionada, açúcar, amido de batata, goma xantana e goma guar. Às vezes, os ingredientes usados em sopas instantâneas secas são moídos em fragmentos, o que permite que sejam dissolvidos quando a água é adicionada. Essas partículas são, às vezes, preparadas com o uso de liofilização e evaporação súbita.
A liofilização é um método inovador de desidratação recente que se restringe a alimentos de alto valor devido ao alto custo associado ao processo. Apesar de seu custo, a liofilização é muito eficaz na retenção da qualidade geral e do valor nutricional do alimento por meio de um processo chamado sublimação, em que a água é removida (evaporada) do alimento em seu estado congelado sem a transição para o estado líquido. A remoção da água dos alimentos evita a deterioração, pois não cria um ambiente que favoreça o crescimento de microorganismos causadores de deterioração, como bactérias, mofo e leveduras. A liofilização também reduz o peso total do alimento, especialmente de frutas e vegetais que são constituídos principalmente de água, tornando o transporte desses produtos mais eficiente. Os vegetais usados em misturas para sopas instantâneas geralmente passam por liofilização, o que os ajuda a manter o valor nutricional, a textura e o sabor. Além disso, como o alimento permanece rígido durante a desidratação, a água sublimada cria buracos onde antes estavam os cristais de gelo evaporados. Isso permite que os alimentos liofilizados, como vegetais, mantenham sua forma sem encolher, e esses alimentos se reidratam completamente quando a água é adicionada à mistura, preenchendo os espaços vazios deixados pela água de sublimação. Devido ao conteúdo reduzido de água dos alimentos liofilizados, que inibe o crescimento de microrganismos e evita reações químicas enzimáticas, esses alimentos são considerados estáveis nas prateleiras e podem ser mantidos a salvo de deterioração por anos, evitando a reabsorção de umidade. Os alimentos liofilizados podem ser armazenados em temperatura ambiente sem a necessidade de refrigeração.
Embora seja incomum em comparação com a maioria das aplicações, às vezes uma solução de tempero é borrifada diretamente no macarrão ramen para melhorar seu sabor, antes de ser embalado. Os ingredientes aromatizantes usados na sopa instantânea de macarrão ramen incluem vegetais e carnes secas, sal, MSG, cebola, alho, extrato de levedura, proteína vegetal hidrolisada, óleo essencial extratos e compostos aromatizantes naturais ou sintéticos. Os óleos essenciais derivados de cebola, alho e cravo às vezes são usados como aromatizantes para a sopa instantânea de ramen e podem ser fabricados por meio de prensagem por expulsão ou extração por solvente e destilação. Existem métodos sofisticados que criam compostos aromatizantes, ou "aromas complexos", para aromatizar sopas instantâneas de macarrão ramen, nos quais compostos voláteis de substâncias são isolados e reconstituídos para criar combinações de temperos. As técnicas para criar compostos aromatizantes para sopas instantâneas de ramen incluem cromatografia gasosa utilizada com espectrometria de massa e olfactometria. Os pacotes de tempero de sopa de macarrão ramen também podem conter agente antiaglomerante e agentes de fluxo para evitar que o produto se aglomere em uma massa sólida.

## Usos
Além de serem usadas para preparar sopa, as sopas instantâneas são frequentemente usadas como alimentos prontos para consumo na culinária. A sopa condensada de cogumelos é particularmente popular para fazer caçarolas. A mistura de sopa de cebola desidratada é usada para preparar o molho de cebola francês.